# 弗龍基

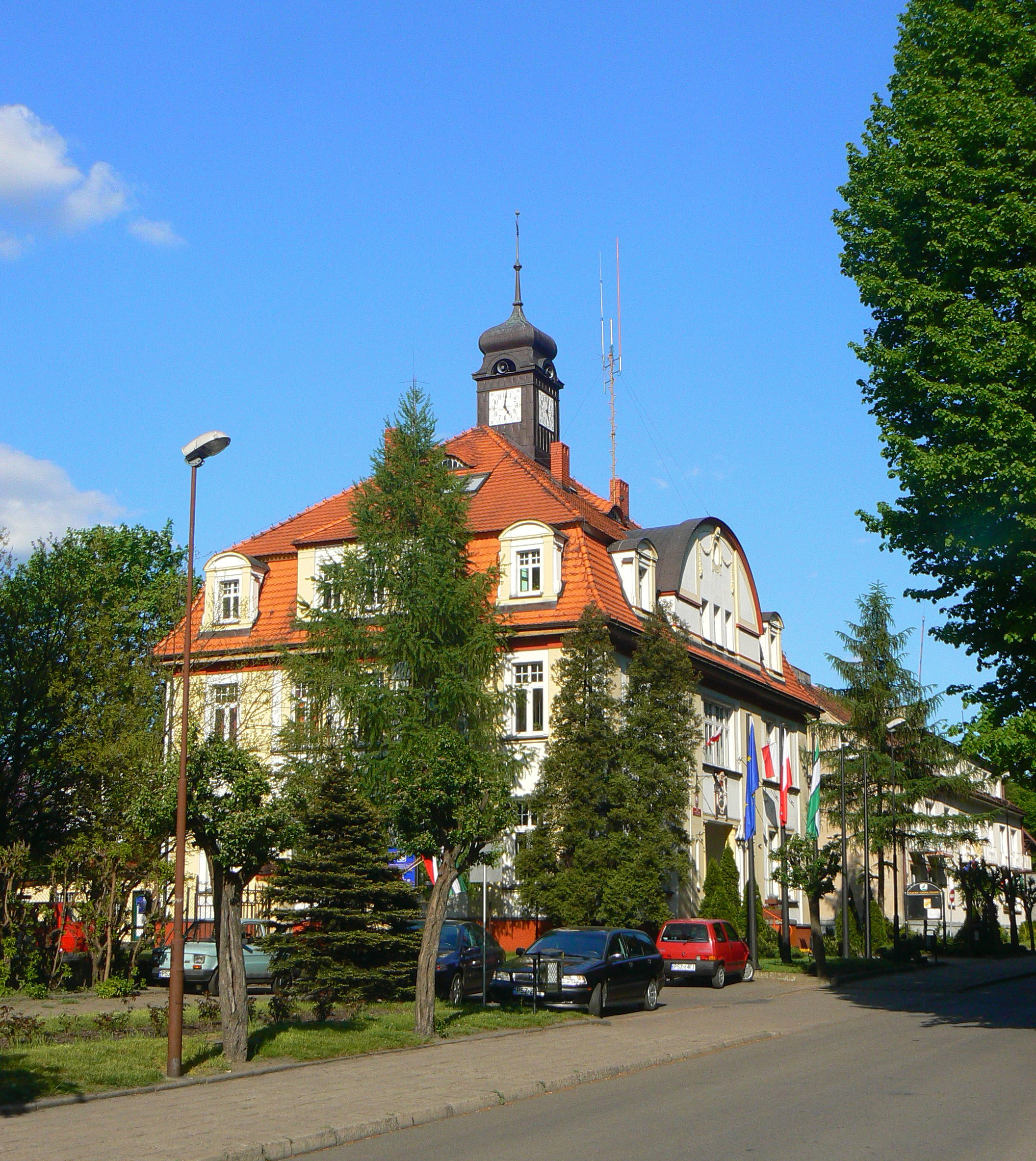

弗龍基是波蘭的城鎮，位於該國中西部，距離首府波茲南55公里，由大波蘭省負責管轄，面積5.81平方公里，該地區自中石器時代有人類居住，2006年人口11,551。

## 友好城市
- 法國 普莱兰

52°42′00″N 16°23′00″E / 52.70000°N 16.38333°E